# Nandita Das
Pour les articles homonymes, voir Das.
Nandita Das est une actrice et réalisatrice indienne née le 7 novembre 1969 à Bombay.

## Biographie
Née à Bombay, Nandita Das passe son enfance à Delhi. Ses parents sont le peintre et poète Jatin Das, originaire de Baripada dans l'Odisha, et l'écrivaine gujaratie Varsha Das. Nandita fait ses études à New Delhi et est diplômée en géographie et en travail social.
Elle accède à la notoriété avec Fire (1996) de Deepa Mehta, film qui traite de l'homosexualité féminine et suscite de vives réactions en Inde. Elle poursuit sa carrière tournant aussi bien en anglais, hindi, bengali, tamoul, télougou, ourdou, marathi, oriya ou kannada. Ses convictions l'amènent à choisir fréquemment des films au sujet fort comme dans Earth (Deepa Metha, 1998) sur la sanglante partition de l'Inde, Bawandar (Jag Mundhra, 2000) relatant l'impossibile quête de justice d'une femme de basse caste victime d'un viol collectif, Kannathil Muthamittal (Mani Ratnam, 2002) sur fond de guerre civile au Sri Lanka ou encore Provoked (Jag Mundhra, 2007) où elle soutient une femme condamnée pour avoir tué son mari qui la maltraitait depuis des années. Ses interprétations lui permettent de recevoir des prix à plusieurs reprises.

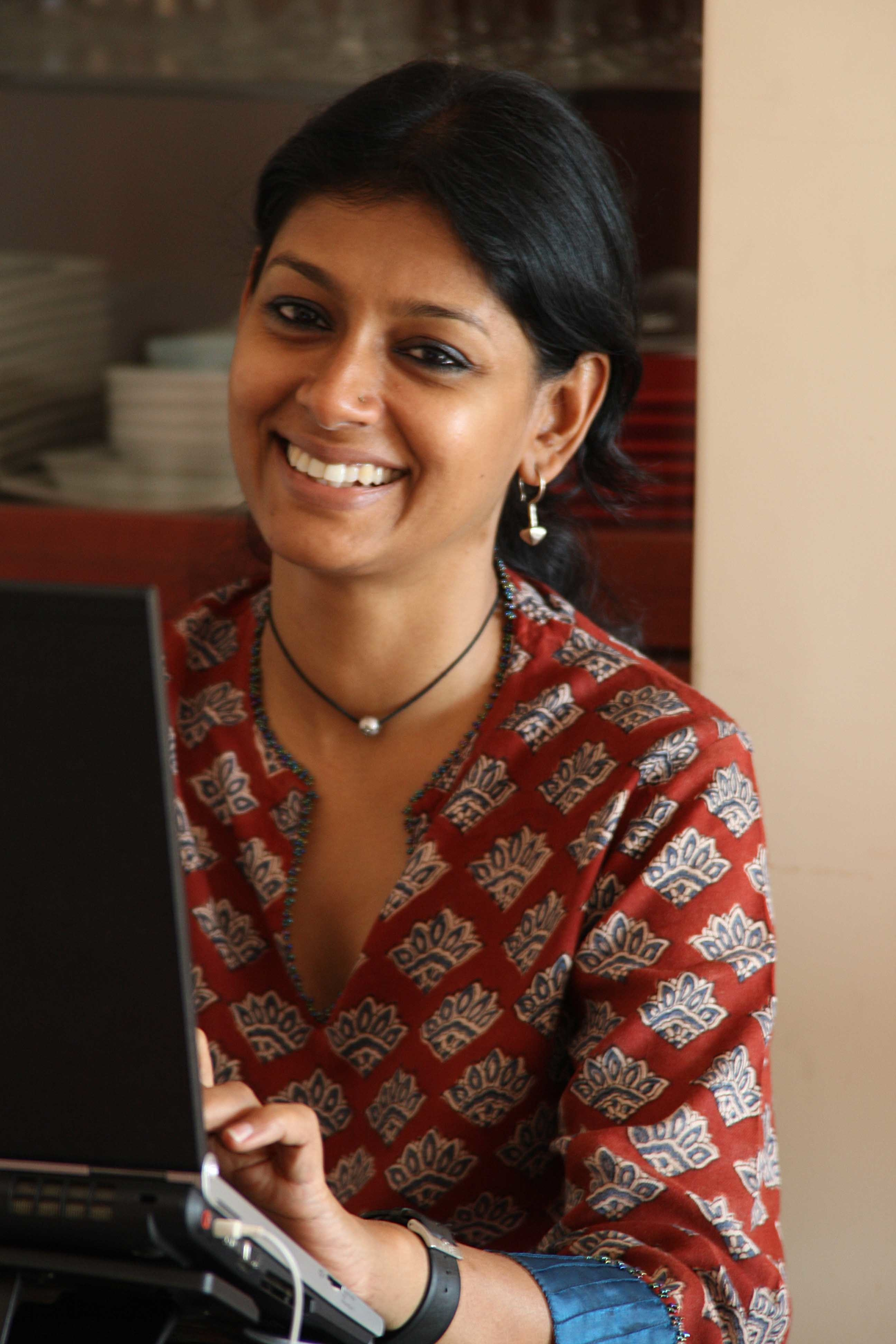
Nandita Das en 2008.

En 2008, Nandita Das se tourne vers la réalisation avec Firaaq dans lequel elle décrit les conséquences dramatiques des violences au Gujarat en 2002. Projeté dans de nombreux festivals internationaux, le film recueille plusieurs récompenses.
En 2008, elle est faite Chevalier des Arts et des Lettres. Par ailleurs, de 2009 à 2012, elle est présidente de la Children’s Film Society, India, organisation fondée en 1955 et chargée de produire des films pour enfants.
De 2002 à 2009, Nandita Das est mariée à Saumya Sen avec lequel elle fonde Leapfrog, agence qui réalise des films publicitaires socialement responsables. Après avoir divorcé, elle épouse l'industriel Subodh Maskara avec lequel elle a un fils, Vihaan, né en 2011.

## Participations évènementielles
Au Festival de Cannes, Nandita Das est membre du jury des longs métrages en 2005 et de celui de la Cinéfondation et des courts métrages en 2013. 
Elle est également membre du Jury au Festival international du film de Karlovy Vary en 2007.
Elle est membre du jury au Festival international du film de Marrakech en 2009. 
En 2015 elle fait partie du jury international du Festival international du film de Saint-Sébastien 2015. 
En 2023 elle est membre du jury du 25e Festival international du film de Shanghai.

## Filmographie

### Actrice
- 1989 : Parinati
- 1996 : Fire : Sita
- 1998 : Hazaar Chaurasi Ki Maa : Nandini Mitra
- 1998 : Janmadinam : Sarasu
- 1998 : Earth : Shanta, the Ayah
- 1999 : Deveeri : Deveeri (Akka)
- 1999 : Rockford : Lily Vegas
- 2000 : Hari-Bhari: Fertility : Afsana
- 2000 : Bawandar : Saanvri
- 2000 : Saanjh
- 2001 : Aks : Supriya Verma
- 2001 : Daughters of This Century : Charu
- 2002 : Solla Marantha Kathai
- 2002 : Kannaki : Kannaki
- 2002 : Aamaar Bhuvan : Sakhina
- 2002 : Pitaah : Paro
- 2002 : Azhagi : Dhanalakshmi
- 2002 : Kannathil Muthamittal : Shyama
- 2002 : Lal Salaam : Rupi
- 2003 : Ek Alag Mausam : Aparna Suresh Verma
- 2003 : Bas Yun Hi : Veda
- 2003 : Supari : Mamta Sekhri
- 2003 : Shubho Mahurat : Mallika Sen
- 2003 : Kagaar: Life on the Edge : Aditi
- 2003 : Ek Din 24 Ghante : Sameera Dutta
- 2004 : Vishwa Thulasi : Thulasi
- 2005 : Fleeting Beauty : Indian woman
- 2006 : Maati Maay : Chandi
- 2006 : Podokkhep : Megha
- 2007 : Before the Rains
- 2007 : Provoked : Radha Dalal
- 2011 : I Am : Afia

### Réalisatrice
- 2009 : Firaaq
- 2018 : Manto